# Récepteur Rake
Pour les articles homonymes, voir Rake (homonymie).
Un récepteur Rake est un récepteur radio permettant de contrer les phénomènes d'évanouissements dus aux multitrajets (multipath fading en anglais). Il est constitué de plusieurs sous-récepteurs appelés "doigts". Chaque doigt est un corrélateur associé à une composante de propagation multitrajets (ou multichemins), et décode indépendamment les composantes multitrajets.
La contribution de chacun des sous-récepteurs est ensuite recombinée afin de sommer de manière cohérente tous ces trajets multiples. Cette technique permet d'améliorer le rapport signal sur bruit (SNR pour Signal Noise Ratio) d'une transmission dans un canal de propagation dense en multitrajets (comme le canal de Rayleigh).
Ainsi, la transmission d'une onde radio dans un canal dense en multi-trajet pourra être assimilée à une transmission en ligne directe (Line of Sight ou LOS en anglais). 

Cette technique est notamment utilisée dans les stations de base (antenne relais) de téléphonie mobile 3G UMTS et LTE pour compenser les problèmes de diversité de trajet des ondes radio (échos sur des bâtiments).